# Vérignon
 Vérignon  (en occitano Verinhon) es una población y comuna francesa, que se encuentra en la región de Provenza-Alpes-Costa Azul, departamento de Var, en el distrito de Brignoles y cantón de Aups.

## Demografía
| 50 | 48 | 17 | 14 | 26 | 16 |
| Para los censos de 1962 a 1999 la población legal corresponde a la población sin duplicidades (Fuente: INSEE [Consultar]) |    |    |    |    |    |